# オスカー・フォン・フーチェル

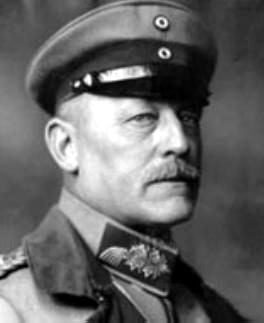
フーチェル（1920年）

オスカー・エミール・フォン・フーチェル（Oskar Emil von Hutier、1857年8月27日 – 1934年12月5日）は、ドイツ帝国の軍人。浸透戦術の生みの親として知られる。オスカー・フォン・ユティエとも表記される。

## 経歴

### 大戦初期までの軍歴
エアフルトに生まれる。第一次世界大戦には当初西部戦線で師団長として従軍していたが、特に目立った功績を挙げたわけではなかった。1915年に東部戦線に転属となり、第10軍配下の軍団長に就任した。軍団を率いて大きな成功を収め、ロシア帝国のポーランドとリトアニアを占領した。
1917年には軍司令官に昇進。前線での経験と敵軍の戦術研究から、塹壕戦を打破すべく新戦術を編み出した。新戦術を使ったフーチェルは1917年から1918年にかけて大成功をおさめた。フランス軍は指揮官の名からこの新戦術を「フーチェル戦術」と呼んだ（Hutier のフランス語読みに基づき「ユティエ戦術」とも）。しかし現在では「浸透戦術」と呼ぶのが一般的になっている。

### 浸透戦術
それまでの戦術は、砲兵による入念な準備射撃の後、大勢の歩兵が戦線全体で攻勢に出る方式であり、得るものが少ない割には多大な犠牲が出ていた。これに対しフーチェルは以下の手順を採用した。
1. 準備砲撃を少なくし、重砲の榴弾と毒ガス弾による短いものに限り、敵前線を沈黙させる。ただし敵陣地を破壊はしない。
2. 少数精鋭の突撃隊が移動弾幕射撃の支援の下前進し、敵陣の弱点を探って浸透する。その際戦闘は極力避け、敵司令部や砲兵陣地に攻撃を指向してこれを確保あるいは破壊する。
3. 突撃隊の任務が完了した後、機関銃や臼砲、火焔放射器で重武装した後続部隊を前進させ、突撃部隊が攻撃を避けた敵陣地を沈黙させる。
4. 残る歩兵が全力を挙げて攻撃し、残った敵軍を排除する。

浸透戦術に似た戦術を採用した将軍はフーチェル以前にもおり、南北戦争の際に1864年のスポットシルバニア・コートハウスの戦いでエモリー・アプトン大佐が同様の戦術を行っている。また第一次世界大戦でもフランス軍が似たような戦術を行っていた。しかしフーチェルはこの戦術を大々的に採用した最初の将軍となった。
1917年9月、フーチェルの第8軍は新戦術を用いて攻めあぐんでいたリガを攻略した（リガ攻勢）。続くバルト海での上陸作戦（アルビオン作戦）は第一次世界大戦で唯一の成功した上陸戦となった。
フーチェルの戦術は中央同盟軍でひろく採用され、オーストリア＝ハンガリー帝国軍はカポレットの戦いでイタリア軍に対して浸透戦術を使い大勝利を収めた。またイギリス軍にカンブレーの戦いの際に奪われた土地を奪還する作戦でも使用され成功を収めた。フーチェルはヴィルヘルム2世からプール・ル・メリット勲章を授与され、1918年に西部戦線に転属となった。1918年3月、フーチェルは浸透戦術を使って英仏連合軍の戦線を突破し、ソンム川に沿ってアミアンの方向に65km前進し、連合軍兵士5万を捕虜とする成功を収め、柏葉付プール・ル・メリット勲章を受章した。
6月にも浸透戦術を使ってフランス軍に対して勝利を収めたが、連合軍は対抗手段を編み出した。1918年7月の攻勢の際、米仏連合軍は縦深をもたせた防御システムで突撃部隊の攻撃を防いだ。ドイツ軍の勝機は去った。

### 戦後
ドイツに戻ったフーチェルは、上官であり従兄弟でもあるエーリッヒ・ルーデンドルフ同様、ドイツは前線での戦いに敗れたのではなくイギリスによるプロパガンダで士気を喪失した銃後のせいで戦争に敗れたのだという意見をもった（匕首伝説）。フーチェルは1919年に軍を去り、その後は死の直前までドイツ将校連盟総裁を務めた。1919年には政治団体・ベルリン国民クラブ総裁にもなっている。1934年にベルリンで死去した。